# May Ayim

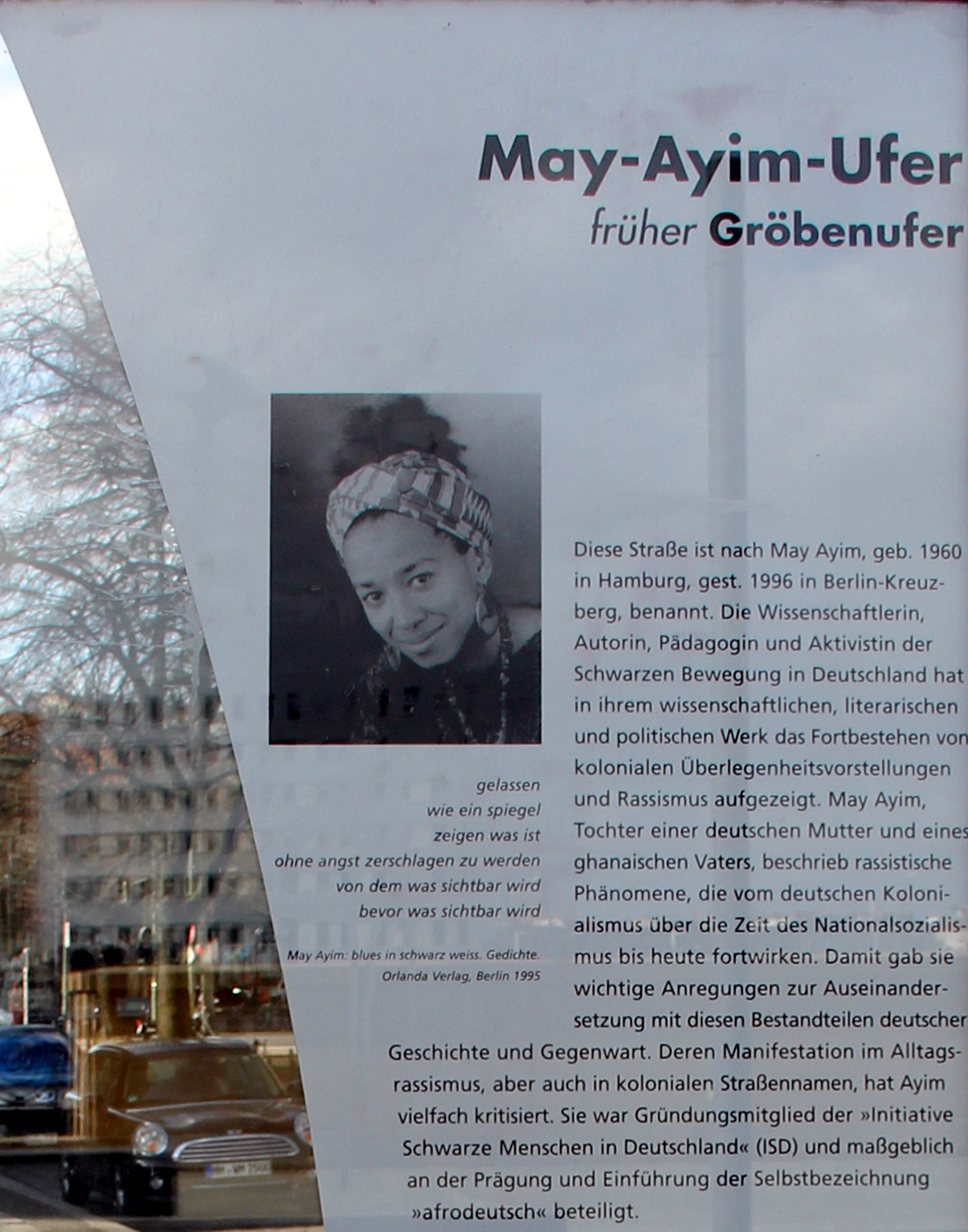
Gedenktafel am May-Ayim-Ufer

May Ayim (IPA: [maɪ̯ aˈji:m] auch May Opitz, bürgerlicher Name: Sylvia Brigitte Gertrud Opitz geb. Andler, * 3. Mai 1960 in Hamburg; † 9. August 1996 in Berlin) war eine deutsche Dichterin, Pädagogin und Aktivistin der afrodeutschen Bewegung.

## Leben
May Ayim war die Tochter des damaligen ghanaischen Medizinstudenten Emmanuel Ayim und der Deutschen Ursula Andler. Die Mutter lehnte ihre Tochter von Anfang an ab, während ihr Vater sie als uneheliches Kind nicht mit nach Ghana nehmen durfte. Daher verbrachte Sylvia – so ihr Rufname – ihre ersten eineinhalb Lebensjahre in einem Kinderheim in Hamburg-Barmbek-Uhlenhorst. Anschließend wurde sie vom Ehepaar Opitz adoptiert und wuchs – gemeinsam mit dessen vier leiblichen Kindern – in Münster (Nordrhein-Westfalen) auf. Ihre leibliche Mutter verweigerte zeitlebens jede Kontaktaufnahme, der leibliche Vater besuchte sie indes mehrmals bei den Adoptiveltern. Ihre Kindheit beschrieb Ayim als bedrückend, von Angst und Gewalt geprägt. Die Pflegeeltern wollten sie mit Strenge zu einem Musterkind erziehen, das alle „rassistischen Vorurteile“ Lügen strafen würde. Sie lehnten ihr späteres Engagement in der „Black Community“ als Spätfolgen einer frühkindlichen Störung und als krankhaften Drang, ihre Hautfarbe und afrodeutsche Identität zu bewältigen, ab. Bereits als Kind hegte Sylvia nach eigenem Bekunden intensive Selbstmordphantasien und versuchte sie umzusetzen.
Sie absolvierte das Abitur 1979 an der katholischen Friedensschule Münster. Später studierte sie an der Universität Regensburg Pädagogik und Psychologie und schloss 1986 mit dem Diplom ab. Während ihres Studiums reiste sie nach Kenia, wo ihr Vater mittlerweile als Medizinprofessor arbeitete, zu dem sie jedoch keine enge Beziehung mehr aufbauen konnte, und nach Ghana, das sie als ihr „Vaterland“ bezeichnete, obwohl sie sich dort fremd fühlte und als „Weiße“ angesehen wurde. Trotzdem wurde die Begegnung mit der Großfamilie, der ihr Vater entstammte, prägend für sie, so dass sie später unter dem Namen May Ayim publizierte; ihre Herkunft und Zugehörigkeit zu zwei völlig verschiedenen Ethnien und Kulturen beschrieb sie 1995 metaphorisch als „Walnussmangobaum“. Ihre Diplomarbeit Afro-Deutsche: Ihre Kultur- und Sozialgeschichte auf dem Hintergrund gesellschaftlicher Veränderungen veröffentlichte sie – damals noch unter dem Namen May Opitz – im gemeinsam mit Katharina Oguntoye und Dagmar Schultz herausgegebenen Band Farbe bekennen, der auch ins Englische übersetzt wurde. Der eigentlich zuständige Regensburger Professor lehnte das Thema der Diplomarbeit laut Ayim mit der Begründung ab, „Rassismus gibt es im heutigen Deutschland nicht“. Stattdessen fand sie in Berlin eine Prüferin, die die Arbeit annahm. Eine für später geplante Promotion zum Thema Ethnozentrismus und Rassismus im Therapiebereich kam indes nicht zustande.

Audre Lorde und May Ayim am Winterfeldtplatz in Berlin-Schöneberg

Ab 1984 lebte sie in West-Berlin, in dessen multikultureller Umgebung sie sich weniger isoliert fühlte als in Münster oder Regensburg. 1986 war Ayim Gründungsmitglied der Initiative Schwarze Deutsche und Schwarze in Deutschland. Sie knüpfte Kontakte zu Vertreterinnen der internationalen schwarzen Frauenbewegung wie zum Beispiel Audre Lorde. 1987 begann sie eine staatlich anerkannte Ausbildung zur Logopädin. Ihre Examensarbeit von 1989 trägt den Titel Ethnozentrismus und Geschlechterrollenstereotype in der Logopädie, eine kritische Betrachtung von Wort- und Bildmaterialien mit Verbesserungsvorschlägen für die logopädische Praxis. Anschließend arbeitete sie als freiberufliche Logopädin sowie von 1992 bis 1995 als Lehrbeauftragte an der Alice-Salomon-Fachhochschule, der Freien Universität Berlin und der Technischen Universität Berlin.
Sie wehrte sich in Vorträgen und auch in ihren Gedichten gegen rassistische Diskriminierung, die sie in ihrem Alltag selbst erfuhr. So kritisierte sie insbesondere den beleidigenden Charakter von Bezeichnungen wie „Neger“, „Mischling“ oder „Besatzungskind“. In Farbe bekennen schrieb sie: „Ich wuchs mit dem Gefühl auf, das in ihnen steckte: beweisen zu müssen, dass ein ‚Mischling‘, ein ‚Neger‘, ein ‚Heimkind‘ ein vollwertiger Mensch ist.“ Die deutsche Wiedervereinigung, die sie als „Sch-Einheit“ bezeichnete, erlebte Ayim als überschattet von zunehmendem Nationalismus und Gewalt gegen Minderheiten. Im Gedicht deutschland im herbst (1992) zog sie eine Verbindung von der „Kristallnacht“ im November 1938 zum tödlichen Überfall auf Amadeu Antonio im November 1990 und schloss mit den Worten „mir graut vor dem winter“. Ab 1992 publizierte sie unter dem Namen May Ayim. 1995 veröffentlichte sie die Gedichtsammlung blues in schwarz weiss. Darin wurde ihr Gedicht exotik aufgenommen, das sie bereits 1985 verfasst hatte und das die Verbindung ihrer Lebenserfahrungen mit ihrem künstlerischen Schaffen zu erkennen gibt:

„nachdem sie mich erst anschwärzten
zogen sie mich dann durch den kakao
um mir schließlich weiß machen zu wollen
es sei vollkommen unangebracht
– schwarz zu sehen“

Ayim schrieb jedoch nicht nur politische und sozialkritische, sondern auch Liebeslyrik.
May Ayim gilt als eine der Pionierinnen der kritischen Weißseinsforschung in Deutschland:

„Die christlich-abendländische Farbsymbolik brachte die Farbe Schwarz von jeher mit dem Verwerflichen und Unerwünschten in Verbindung. Entsprechend sind in der frühen Literatur Beispiele zu finden, wo weiße Menschen durch unrechtmäßiges Verhalten zu ‚Mohren‘ werden. Im Kirchenvokabular des Mittelalters wurden in markanter Weise die Bezeichnungen ‚Aethiops‘ und ‚Aegyptius‘ zeitweise als Synonyme für den Begriff Teufel benutzt. Religiös bestimmte Vorurteile und Diskriminierungen bildeten so einen Teil des Fundamentes, auf dem sich in der Kolonialzeit mühelos ein Konglomerat rassistischer Überzeugungen entfalten konnte, welches die Schwarzen zu Untermenschen (Negern) werden ließ.“

May Ayim erlebte nach Wochen schwerer Arbeitsbelastung und emotionaler Anspannung Anfang 1996 eine psychotische Krise, woraufhin sie wiederholt in einer psychiatrischen Klinik stationär behandelt wurde. Dabei wurde zusätzlich die Diagnose Multiple Sklerose gestellt.
Am 9. August 1996 starb May Ayim durch Suizid, indem sie aus dem 14. Stock eines Hochhauses sprang. Bestattet wurde sie auf dem Alten St.-Matthäus-Kirchhof in Berlin-Schöneberg.

## Rezeption und Ehrungen
May Ayim wurde in die Anthologie Daughters of Africa aufgenommen, die 1992 von Margaret Busby in London und New York herausgegeben wurde.
1997 wurde sie von Maria Binder im Film Hoffnung im Herz porträtiert. Der Reggae-Musiker Linton Kwesi Johnson widmete ihr 1998 das jamaikanisch-kreolischsprachige Lied Reggae fi May Ayim. 2004 verliehen Afrotak TV cyberNomads (in Kooperation mit der deutschen Sektion der UNESCO, dem Haus der Kulturen der Welt und dem Macht der Nacht-Team) den May Ayim Award, den „ersten Schwarzen Deutschen Internationalen Panafrikanischen Literaturpreis.“ Preisträger waren Mario Curvello (Epik), Olumide Popoola (Lyrik) und MC Santana (Multimedia).
Am 27. Mai 2009 beschloss in Berlin die Bezirksverordnetenversammlung von Friedrichshain-Kreuzberg, das nach dem preußischen Generalleutnant Otto Friedrich von der Groeben, dem Gründer der brandenburgischen Sklavenfestung und Kolonie Groß Friedrichsburg in Westafrika (heute Ghana), benannte Gröbenufer in May-Ayim-Ufer umzubenennen. Am 27. Februar 2010 wurden die Straßenschilder aufgestellt.
Google Deutschland ehrte Ayim am 27. Februar 2018 mit einem eigenen Doodle.
Am 17. März 2022 wurde auf dem neuen Schulcampus ihrer alten Schule in Münster, der Friedensschule, der May-Ayim-Platz eingeweiht. Am 27. Juli 2022 beschloss der Stuttgarter Gemeinderat einen Platz im Stadtbezirk Stuttgart-West nach ihr zu benennen.
2023 feierte das Stück blues in schwarz weiss am Münchner Residenztheater Premiere. Die Regisseurin Miriam Ibrahim hat es gemeinsam mit der Autorin Julienne De Muirier auf der Basis von May Ayims Gedichten, Briefen und Essays entwickelt.
Im August 2024 wurde die Nettelbeckstraße im Dortmunder Hafenviertel in May-Ayim-Straße umgewidmet.
Seit Oktober 2024 ist eine Schule in Berlin-Lichtenberg offiziell nach May Ayim benannt.

## Werke
Sachbücher
- Katharina Oguntoye, May Opitz/Ayim, Dagmar Schultz: Farbe Bekennen. Afro-deutsche Frauen auf den Spuren ihrer Geschichte. Orlanda Frauenverlag, Berlin 1986, ISBN 3-922166-21-0. 5. Auflage. Orlanda Buchverlag, Berlin 2018, ISBN 978-3-944666-20-4.
- May Ayim: grenzenlos und unverschämt. Orlanda Frauenverlag, Berlin 1997, ISBN 3-929823-45-4 (Sammlung von Aufsätzen, Interviews und Reden). 2. Auflage. Fischer Taschenbuch, Frankfurt am Main 2002, ISBN 3-596-15190-2; Grenzenlos und unverschämt. Neuauflage mit einem aktuellen Vorwort von Josephine Apraku. Unrast, Münster 2021, ISBN 978-3-89771-286-7.
- Ika Hügel-Marshall, Chris Lange, May Ayim, Ilona Bubeck, Gülsen Aktas, Dagmar Schultz (Hrsg.): Entfernte Verbindungen. Rassismus, Antisemitismus, Klassenunterdrückung. Orlanda Verlag, Berlin 1999, ISBN 3-922166-91-1.

Gedichtbände
- May Ayim: blues in schwarz weiss. Orlanda Frauenverlag, Berlin 1995, ISBN 3-929823-23-3. 4. Auflage. Orlanda Frauenverlag, Berlin 2005, ISBN 3-936937-27-3.
- May Ayim: nacht gesang. Orlanda Frauenverlag, Berlin 1997, ISBN 3-929823-39-X.
- May Ayim: blues in schwarz weiss & nachtgesang. Unrast, Münster 2021, ISBN 978-3-89771-613-1 (Neuauflage beider Gedichtbände in einem Taschenbuch, mit einem Vorwort von Olumide Popoola).

Verschiedenes
- May Ayim, Bahman Nirumand, José F. A. Oliver, Hasan Özdemir, Dadi Sideri: … aus dem Inneren der Sprache. Internationales Kulturwerk, Hildesheim 1995, ISBN 3-910069-56-8.
- May Ayim Award 1. Schwarzer Deutscher Internationaler Literatur Award, Peggy Piesche, Michael Küppers-Adebisi u. a. (Hrsg.), Buch und Multimedia-CD. Orlanda Verlag cyberNomads, Berlin 2004, ISBN 3-936937-21-4.

## Werkvertonungen
- 2002: Marc Pendzich: Nachtgesang – 9 Stücke über Gedichte von May Ayim für eine Frauenstimme, Oboe, Percussion, Violoncello und Kontrabass. vadaboéMusic, [Hamburg] [2017], DNB 1143153316.
- 2013: Oxana Chi, Layla Zami: I Step on Air. Tanz-Musik-Performance.
- 2017: Marc Pendzich feat. Danny Merz: Nachtgesang – Eine Hommage an May Ayim. Musikalbum bei vadaboéMusic.